# Glossoloma scandens
Glossoloma scandens är en tvåhjärtbladig växtart som beskrevs av J.L. Clark. Glossoloma scandens ingår i släktet Glossoloma och familjen Gesneriaceae. Inga underarter finns listade i Catalogue of Life.